# اوبرزایبنرون
اوبرزایبنرون (به آلمانی: Obersiebenbrunn) یک منطقهٔ مسکونی در اتریش است که در ناحیه گنزرندورف واقع شده‌است. اوبرزایبنرون ۱٬۴۱۶ نفر جمعیت دارد.